# 初恋 (シンシアの曲)
「初恋」（はつこい）は、南沙織通算33枚目のシングル。1997年4月21日発売。発売元はソニー・ミュージックエンタテインメント（現：ソニー・ミュージックレーベルズ）。

## 解説
「初恋」は、フィリップモリス・エキストラライトのコマーシャルソングに起用された楽曲で、元々CD化される予定はなかったが、問い合わせが殺到したため急遽CD化されることになったとされる。
また、現時点での最新シングルにあたる。ただし、本シングル盤リリース後となる2000年6月7日発売の30周年CD-BOX『CYNTHIA ANTHOLOGY』には未発表曲「あなたの胸で泣けるまで」が収録されている為、世に出た最も新しい楽曲は「あなたの胸で泣けるまで」になる（録音時期は不明）。
カップリング曲は7分近い大作で、南沙織・シンシア名義の全スタジオ録音楽曲中、もっとも長い演奏時間となっている。

## 収録曲
1. 初恋（4:43）
  - 作詞・作曲: 山本次郎、補作詞: 夏実唯、編曲: 梅垣達志
  - フィリップモリス　エキストラライトCFソング
2. うみ そら かわ（6:59）
  - 作詞: 康珍化、作曲: 亀井登志夫、編曲: 白井良明
3. 初恋　‐オリジナルカラオケ‐

## 収録作品
- 初恋

GOLDEN J-POP/THE BEST 南沙織
CYNTHIA ANTHOLOGY
Cynthia Premium
GOLDEN☆BEST 南沙織 コンプリート・シングルコレクション
CYNTHIA ALIVE
- うみ そら かわ

CYNTHIA ANTHOLOGY
Cynthia Premium